# Vive Henri IV !
Vive Henri IV ! est une chanson qui a été écrite en l'honneur d'Henri IV et qui a été durablement populaire en France.

## Histoire

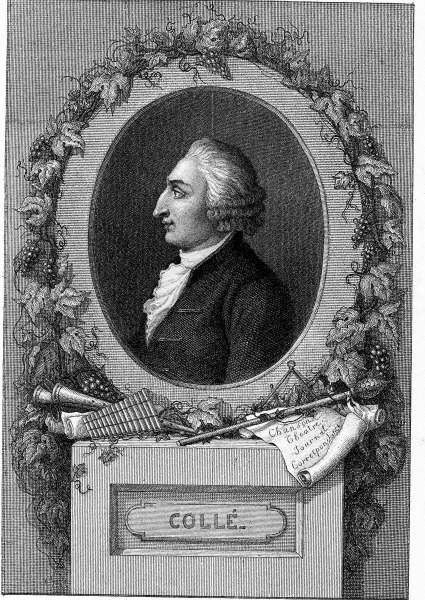
Charles Collé.

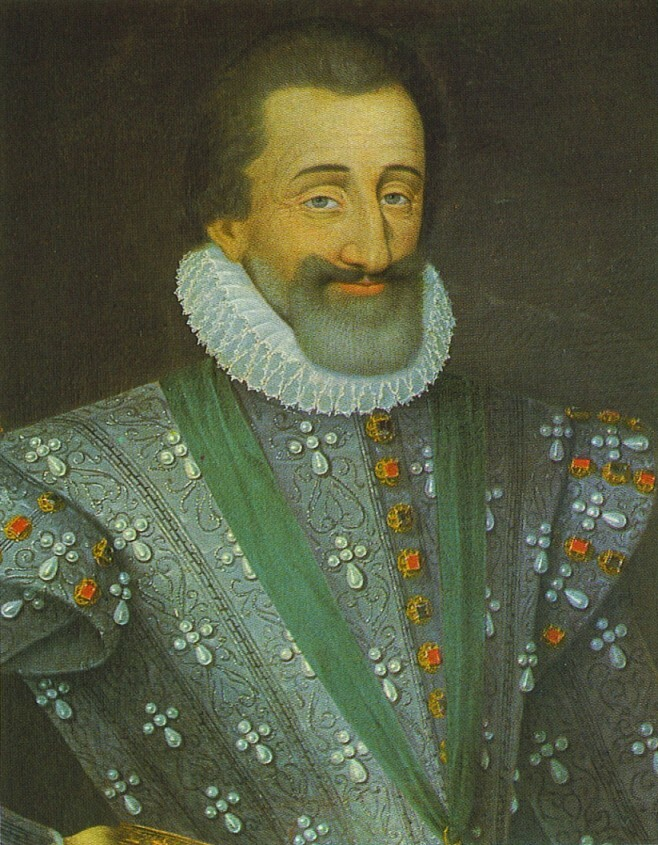
Henri IV.

Le thème musical du chant est emprunté à un noël populaire du XVIe siècle figurant dans le recueil de Christophe de Bordeaux (1581),, mais dont une partie appartient à une danse plus ancienne également du XVIe siècle « Les Tricotets ». Il est réutilisé dans le « branle coupé Cassandre » de L'Orchésographie de Thoinot Arbeau (1588),, datant d'avant l’avènement d'Henri IV (1589). Son premier couplet anonyme est composé du vivant du roi, vers 1600, sur le même thème, possiblement adapté pour l'occasion par le maître de la chapelle royale Eustache du Caurroy. Pour Claude Duneton, ce premier couplet ne dit « pas grand-chose qui vaille du monarque, sinon qu'il est un franc buveur, un bon baiseur et un redoutable bagarreur ». L'air sert de timbre à une mazarinade de Barillon puis est cité dans le Ballet de Cassandre de Benserade (1651). L'air est adapté avec des « vers poissards » en 1717, et figure comme le timbre La Cassandre dans la Clé des chansonniers, ouvrage publié en 1725 par Ballard.
Vers 1770, pour les besoins de la comédie La Partie de chasse de Henri IV, Charles Collé imagine trois couplets supplémentaires. La représentation ne sera autorisée dans les théâtres publics à Paris que quatre ans plus tard, après la mort de Louis XV en 1774. « La chansonnette de 1774 se répandit à la gloire d'un souverain bonhomme et sans souci, tel qu'on souhaitait trouver le jeune Louis XVI qui accédait alors au trône ». La pièce restera au répertoire de la Comédie-Française jusqu'au début du XXe siècle, elle a depuis cessé d'être représentée. La chanson avec ses quatre couplets continuera à avoir beaucoup de succès.
La mélodie étant très populaire, les royalistes l'utilisent en 1814 pour une chanson célébrant le rétablissement de la monarchie en France : Le Retour des Princes français à Paris. Elle est chantée pour la première fois en public par François Lay le 3 avril 1814 à l'Opéra.
Sous la Restauration, l'air Vive Henri IV ! est fréquemment chanté dans les cérémonies se déroulant hors de la présence du roi et de la famille royale à cause de son couplet « J'aimons les filles et j'aimons le bon vin », on évitait de le chanter devant les personnes royales. Pour accueillir le roi ou des membres de la famille royale, quand ils faisaient leurs entrées dans une cérémonie publique, on utilisait plutôt « Où peut-on être mieux qu’au sein de sa famille ? », air tiré de l'opéra-comique Lucile (Comédie en un acte mêlée d’ariettes, 1769) d'André-Modeste Grétry et dont les paroles sont de Jean-François Marmontel.

## Texte
Le texte des premiers couplets consiste en, :
1
Vive Henri IV !

Vive ce roi vaillant !

Vive Henri IV !

Vive ce roi vaillant !

Ce diable à quatre

A le triple talent

De boire et de battre

Et d'être un vert galant.
2
Au diable guerres,

Rancunes et partis !

Au diable guerres,

Rancunes et partis !

Comme nos pères

Chantons en vrais amis,

Au choc des verres

Les roses et les lys.
3
Chantons l'antienne 

Qu'on chantera dans mille ans ;

Que Dieu maintienne

En paix ses descendants

Jusqu'à ce qu'on prenne

La Lune avec les dents.

Jusqu'à ce qu'on prenne

La Lune avec les dents.
4
Vive la France !

Vive le roi Henri !

Qu'à Reims on danse,

En disant comme Paris :

Vive la France !

Vive le roi Henri !

Vive la France !

Vive le roi Henri !
5
Variante des derniers couplets, auteur inconnu :
J'aimons les filles,

Et j'aimons le bon vin

J'aimons les filles,

Et j'aimons le bon vin

De nos bons drilles

Voilà le gai refrain

J'aimons les filles

Et j'aimons le bon vin !
Moins de soudrilles

Eussent troublé le sein

Moins de soudrilles

Eussent troublé le sein

De nos familles

Si l'ligueux plus humain

Eût aimé les filles

Eût aimé le bon vin !

Variante des couplets pour les vœux de la nation:
Vive Louis Seize, ce bon roi citoyen (bis)

Son cœur est aise de faire notre bien

Vive Louis Seize, ce bon roi citoyen

Vivent sans cesse nos dignes députés ! (bis)

Dont la sagesse fait nos félicités

Vivent sans cesse nos dignes députés !

Vive la France, vive la liberté ! (bis)

Paix, abondance, justice, égalité

Vive la France, vive la liberté !

Vive le maire, le vertueux Bailly ! (bis)

Ce tendre père est notre bon ami

Vive le maire, le vertueux Bailly !

De La Fayette célébrons les succès (bis)

Que la trompette sonne pour les hauts faits

De La Fayette, le héros des Français

## Réutilisation de l'air dans d'autres œuvres

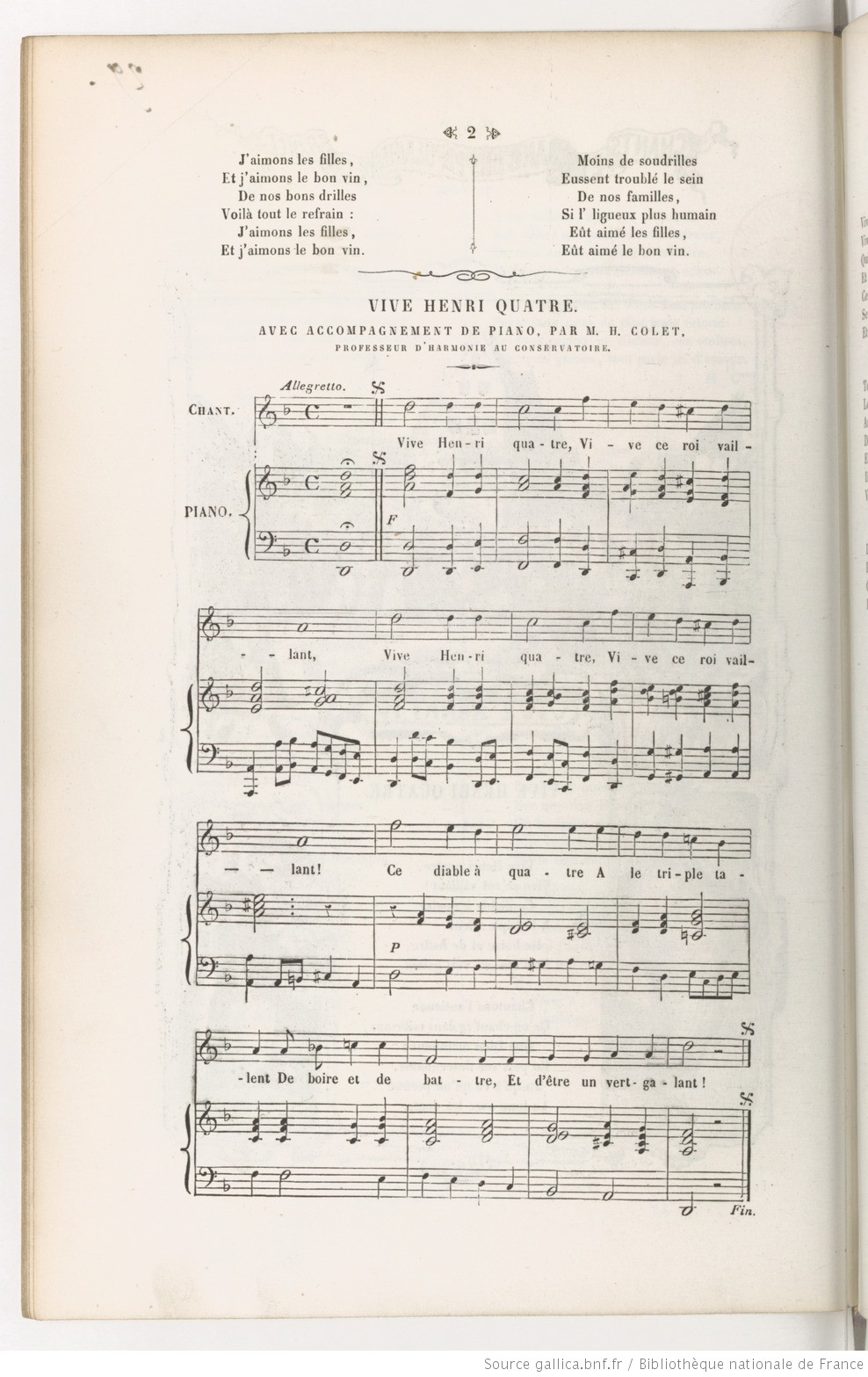
Harmonisation de l'air par Hippolyte Colet dans Chants et chansons populaires de la France, H. Plon (1857-1859).

- On le retrouve dans l'air final Viva il diletto de l'opéra de Rossini Le Voyage à Reims (1824), composé à l'occasion du sacre de Charles X.
- Il constitue le thème du final-apothéose clôturant le ballet de Tchaïkovski La Belle au bois dormant (1890)[2], qui, étant dépourvu de paroles, n'est pas un hymne. À ce titre, il est repris dans la scène finale du dessin animé La Belle au bois dormant de Walt Disney.
- Dans l'adaptation cinématographique russe de 1967 du roman Guerre et Paix de Tolstoï, l'hymne est chanté par les prisonniers français. Il est en outre présent dans l'œuvre originale.
- Cet air connu a été repris en Bretagne par le père Julien Maunoir (XVIIe siècle), air qu'il a réharmonisé et auquel il a accolé des paroles religieuses sur la mort. Il en a fait ainsi la Gwerz Ar Maro connu aussi sous le nom Mab den sonjit, repris aisément par les populations (source Gedour ar Mintin).
- Une version arrangée par René Cloërec est chantée dans Vive Henri IV, vive l'amour, un film de Claude Autant-Lara, elle est interprétée par les Quatre Barbus.
- Il est utilisé pour indiquer que la scène se passe dans un camp ou un navire des forces militaires françaises dans Turn.
- Cet air est aussi celui d'une chanson populaire qui a connu un très vif succès et dont les premières paroles sont « Belle Cassandre, trop aimer ne vous puis, »
- Au XXe siècle, Jacques Chailley utilise cet air pour écrire le chant scout : Vive la route et les routiers.